# William Barr
William Pelham Barr (* 23. května 1950 New York City) je americký právník, od února 2019 až do své rezignace v prosinci 2020 ministr spravedlnosti USA. Byl v pořadí 85. ministrem, jako 77. ministr sloužil již v letech 1991–1993.

## Život a kariéra
V době studií, v letech 1973–1977, pracoval Barr pro CIA. Poté pracoval jako právník – byl asistentem soudce, pracoval pro advokátní kancelář Shaw, Pittman, Potts & Trowbridge a během prezidentského období Ronalda Reagana strávil jeden rok prací na právně-politických otázkách v Bílém domě. Následně pracoval na několika pozicích na ministerstvu spravedlnosti, včetně řízení Úřadu právního zastoupení (Office of Legal Counsel – OLC) a pozice zastupujícího nejvyššího státního zástupce (ministra spravedlnosti). V letech 1994–2008 praktikoval Barr korporátní právo ve službách telekomunikačních a mediálních společností GTE a její nástupnické společnosti Verizon Communications, díky čemuž se stal multimilionářem. V letech 2009–2018 byl členem správní rady společnosti Time Warner.
Barr je dlouholetým zastáncem tzv. unitary executive theory, neboli prezidentské formy vlády. V roce 1989 jako ředitel OLC obhajoval správnost americké invaze do Panamy za účelem zatčení diktátora Manuela Noriegy. Jako zastupující nejvyšší státní zástupce autorizoval v roce 1991 operaci FBI k osvobození rukojmí z federálního vězení v Talladega. Jako vlivný zastánce tvrdšího přístupu v trestním právu Barr v roce 1992, již jako řádný ministr, publikoval své názory ve zprávě zvané „The Case for More Incarceration“, v níž obhajoval častější využívání trestu vězení v americké soudní praxi. Prezident George H. W. Bush na základě Barrovy rady udělil v roce 1992 milost šesti úředníkům, zapojeným do aféry Írán–Contra.
Ministrem spravedlnosti se Barr stal v roce 2019 již podruhé. V druhém období byl kritizován za své působení v několika politických kauzách, například za nesprávné shrnutí a selektivní editaci Muellerovy zprávy o ruském vlivu na americké prezidentské volby v roce 2016 či za zásahy proti obviněním a rozsudkům v kauzách bývalých poradců prezidenta Donalda Trumpa: Rogera Stonea a Michaela Flynna. Dále byl kritizován za odvolání Geoffreye Bermana z pozice státního zástupce v jižním newyorském distriktu kvůli kauze obvinění turecké banky Halkbank, která má těsné vazby na tureckého prezidenta Recepa Tayyipa Erdoğana.
Dne 19. října 2020 jmenoval Johna Durhama novým zvláštním poradcem (Special Counsel) ministerstva spravedlnosti. V této funkci bude Durham, který je republikánem, pokračovat ve vyšetřování komplexu událostí kolem tzv. „ruské aféry“ v době volební kampaně Donalda Trumpa v roce 2016.